# Joppa acutipyga
Joppa acutipyga är en stekelart som först beskrevs av Embrik Strand 1923.  Joppa acutipyga ingår i släktet Joppa och familjen brokparasitsteklar. Utöver nominatformen finns också underarten J. a. pleuralis.